# Codesseiro
Codesseiro es una freguesia portuguesa del concelho de Guarda, con 10,81 km² de superficie y 216 habitantes (2001). Su densidad de población es de 20,0 hab/km².